# Бережок (Ивановская область)
Бережо́к — село в Гаврилово-Посадском районе Ивановской области. Входит в Новосёлковское сельское поселение.

## Описание
Село расположено на реке Желтуха (правый приток реки Нерли), на высоте 125 метров над уровнем моря. Расстояние до районного центра (Гаврилов Посад) — 17 км.
В селе имеются средняя школа, дом культуры, библиотека и почтовое отделение.

## История
Село Бережок имеет многовековую историю, как и многие другие поселения края. Впервые упоминается в жалованной грамоте царя Фёдора Иоанновича в 1587 году как государева дворцовая вотчина. В той же грамоте указывается, что село располагалось в 24 верстах от Юрьева и 75 верстах от Владимира.
В 1587 году царь Фёдор Иоаннович пожаловал село Бережок с деревнями царице Александре, вдове царевича Ивана Ивановича (сына Ивана Грозного). В 1613 году царица Александра завещала Бережок Суздальскому Покровскому монастырю, который владел селом до 1764 года, когда монастырские земли были секуляризованы Екатериной II.  После этого село вновь перешло в дворцовое ведомство, а позднее принадлежало различным землевладельцам и лесопромышленникам.
Основным занятием жителей было земледелие и ткачество, особенно развитое после пожара 1812 года в Москве. К концу XIX века в Бережке и окрестных деревнях насчитывалось 439 крестьянских дворов.
В 1878 году в селе было открыто земское народное училище, где обучались преимущественно мальчики.
В селе находились две каменные церкви: Воскресенская (построена в 1798 году) и Казанская (построена в 1840 году).
В годы Великой Отечественной войны в Бережок были эвакуированы детские дома из Ленинграда. Ученики и учителя местной школы ведут поиск воспитанников этих детских домов и их родственников.

## Население
| 1859 | 1897 | 1905 | 2010 |
| ---- | ---- | ---- | ---- |
| 456  | ↗650 | ↗709 | ↘249 |

## Известные люди
Беляков, Александр Степанович — заведующий Бережецкой избой-читальней и библиотекой, первый председатель колхоза «Общими силами», участник Великой Отечественной войны, кавалер американского ордена «Почётного Легиона».
Власов, Геннадий Андреевич (р. 1927) — участник Великой Отечественной войны, уроженец села Бережок.
Дмитриев, Тимофей Павлович (1893—1963) — писатель, автор романа «Зелёная зыбь», учился в двуклассной школе села Бережок.
Козлова, Ираида Михайловна — участник Великой Отечественной войны, уроженка села Бережок.
Кузнецов, Харлампий Андреевич — участник Первой мировой войны, награжден Георгиевской медалью IV степени «За храбрость».
Кузнецов, Фёдор Иванович — бригадный комиссар (1936).
Рыбаков, Николай Иванович — участник Великой Отечественной войны, председатель колхоза в селе Бережок, Почетный гражданин.
Фигуровский, Николай Иоаннович — врач Бережецкого участка Юрьевского уезда, отец Татьяны и Кирилла Фигуровских.
Фигуровская, Татьяна Николаевна (р. 1909) — дочь врача Н.И. Фигуровского.
Фигуровский, Кирилл Николаевич (р. 1909) — сын врача Н.И. Фигуровского.
Якиманский, Георгий Валентинович — последний настоятель Воскресенской церкви села Бережок.